# 33rd Street-Rawson Street
33rd Street-Rawson Street is een station van de metro van New York aan de Flushing Line.
Het station bevindt zich op de hoek van 33rd Street en Queens Boulevard. Het is gelegen in het stadsdeel Queens. Het is geopend op 21 april 1917 en het eerstvolgende station in westelijke richting is Queensboro Plaza. In oostelijke richting is dat 40th Street-Lowery Street. Het bestaat uit twee perrons.
Het station bevindt zich op een viaduct. Metrolijn 7 doet het station te allen tijde aan.
Van west naar oost:
34th Street-Hudson Yards · 
Times Square-42nd Street · 
42nd Street / Fifth Avenue-Bryant Park · 
Grand Central-42nd Street · 
Vernon Boulevard-Jackson Avenue · 
Hunters Point Avenue · 
45th Road-Court House Square · 
Queensboro Plaza · 
33rd Street-Rawson Street · 
40th Street-Lowery Street · 
46th Street-Bliss Street · 
52nd Street-Lincoln Avenue · 
61st Street-Woodside · 
69th Street · 
Roosevelt Avenue / 74th Street · 
82nd Street-Jackson Heights · 
90th Street-Elmhurst Avenue · 
Junction Boulevard · 
103rd Street-Corona Plaza · 
111th Street · 
Mets-Willets Point · 
Flushing-Main Street